# Resolutie 2237 Veiligheidsraad Verenigde Naties
Resolutie 2237 van de Veiligheidsraad van de Verenigde Naties werd unaniem door de VN-Veiligheidsraad aangenomen op 2 september 2015. De resolutie verlengde het wapenembargo tegen Liberia en beëindigde tegelijkertijd alle andere sancties die waren opgelegd tegen zij die een gevaar betekenden voor de stabiliteit van dat land.

## Achtergrond
Na de hoogdagen onder het decennialange bestuur van William Tubman, die in 1971 overleed, greep Samuel Doe de macht. Zijn dictatoriale regime ontwrichtte de economie en er ontstonden rebellengroepen tegen zijn bewind, waaronder die van de latere president Charles Taylor. In 1989 leidde de situatie tot een burgeroorlog waarin de president vermoord werd. De oorlog bleef nog doorgaan tot 1996. Bij de verkiezingen in 1997 werd Charles Taylor verkozen en in 1999 ontstond opnieuw een burgeroorlog toen hem vijandige rebellengroepen delen van het land overnamen. Pas in 2003 kwam er een staakt-het-vuren en werden VN-troepen gestuurd. Taylor ging in ballingschap en de regering van zijn opvolger werd al snel vervangen door een overgangsregering. In 2005 volgden opnieuw verkiezingen en werd Ellen Johnson Sirleaf de nieuwe president. In 2011 werd ze herkozen voor een tweede ambtstermijn. In 2014 brak in West-Afrika een ebola-epidemie uit die ook Liberia trof.

## Inhoud
Liberia werkte nog steeds aan wetgeving over en toezicht op het beheer van wapens en munitie en aan de hervorming van zijn leger, politie en grensbewaking. Het land werd aangemaand de illegale wapenhandel snel aan banden te leggen.
Het wapenembargo tegen het land werd opnieuw met negen maanden verlengd. De reisverboden en financiële sancties werden daarentegen opgeheven. Het expertenpanel dat toezag op – nu enkel – het embargo werd met tien maanden verlengd.

## Verwante resoluties
- Resolutie 2190 Veiligheidsraad Verenigde Naties (2014)
- Resolutie 2215 Veiligheidsraad Verenigde Naties

Lijst ·  2196 ·  2197 ·  2198 ·  2199 ·  2200 ·  2201 ·  2202 ·  2203 ·  2204 ·  2205 ·  2206 ·  2207 ·  2208 ·  2209 ·  2210 ·  2211 ·  2212 ·  2213 ·  2214 ·  2215 ·  2216 ·  2217 ·  2218 ·  2219 ·  2220 ·  2221 ·  2222 ·  2223 ·  2224 ·  2225 ·  2226 ·  2227 ·  2228 ·  2229 ·  2230 ·  2231 ·  2232 ·  2233 ·  2234 ·  2235 ·  2236 ·  2237 ·  2238 ·  2239 ·  2240 ·  2241 ·  2242 ·  2243 ·  2244 ·  2245 ·  2246 ·  2247 ·  2248 ·  2249 ·  2250 ·  2251 ·  2252 ·  2253 ·  2254 ·  2255 ·  2256 ·  2257 ·  2258 ·  2259